# Rhytia princeps
Rhytia princeps là một loài bướm đêm trong họ Erebidae.